# Matteo Mancosu
Matteo Mancosu (Cagliari, 22 dicembre 1984) è un allenatore di calcio ed ex calciatore italiano, di ruolo attaccante, tecnico in seconda della squadra Under-15 dell'Cagliari.

## Biografia
Ha due fratelli anch'essi calciatori professionisti: Marco, centrocampista del Cagliari, e Marcello, attaccante.

## Caratteristiche tecniche
Terminale offensivo, in grado di unire rapidità ad un discreto senso del goal. In possesso di un'ottima progressione palla al piede, tali caratteristiche - unite alla sua versatilità tattica - gli consentono di coprire tutti i ruoli dell'attacco. Il suo contributo risulta prezioso anche in fase di non possesso. Tra le sue doti - oltre allo stacco aereo - spicca l'abilità negli inserimenti.

## Carriera

### Gli inizi in Sardegna
Inizia a giocare all'età di 6 anni nel settore giovanile della Johannes Cagliari dove compie tutto il percorso giovanile: dai primi calci agli allievi
.
La sua carriera dilettantistica comincia nel 2001-2002 con l'Atletico Elmas dove rimarrà per 4 anni. Successivamente passerà alla Nuorese dove rimarrà per altre due stagioni (vincendole entrambe) prima di trasferirsi alla Villacidrese dove vincerà nuovamente il campionato di serie D. Nel 2009 debutta in Lega Pro Seconda Divisione con la Villacidrese.

### Latina e Vigor Lamezia
Nei due anni successivi è in Lega Pro Seconda Divisione, con Latina e Vigor Lamezia,

### Trapani e i titoli di Capocannoniere
Passa nel 2012 al Trapani in Lega Pro Prima Divisione, con il quale ottiene per la prima volta nella storia del club la promozione in Serie B. Il 12-5-2013 porta il Trapani in Paradiso, segnando una tripletta e proprio al 90° minuto segna il goal promozione contro l'Unione Sportiva Cremonese. Nello stesso anno è il miglior marcatore della squadra e del campionato con 15 reti.
L'annata seguente in Serie B segna al debutto i suoi 2 primi gol in questa competizione e nella storia del Trapani col Padova (2-0). A fine stagione, nella quale ottiene 40 presenze in campionato e tre in Coppa Italia, risulta il capocannoniere della Serie B con 26 reti.
Nella stagione 2014-15 in granata realizza 10 gol in 20 presenze, fino al 24 gennaio.

### Bologna: la promozione e l'esordio in Serie A
Il 26 gennaio 2015 viene acquistato dal Bologna per 900 mila euro. In questa occasione resta per la prima volta nella sua carriera a quota 0 reti in ben 17 presenze.
Il 22 agosto 2015, all'anticipo della prima di campionato 2015-2016, all'età di 30 anni e 9 mesi, fa il suo esordio in Serie A contro la Lazio, segnando subito il suo primo gol nella massima serie.

### Carpi e Montreal
Il 12 gennaio 2016 viene ufficializzato il trasferimento al Carpi a titolo temporaneo fino al 30 giugno con diritto d'opzione che diverrà obbligatorio in caso di permanenza dei biancorossi in Serie A. Il giocatore sceglie la maglia numero 25. Segna il suo primo gol all'esordio, il 13 gennaio, nei quarti di finale di Coppa Italia al San Siro contro il Milan. Segna il suo primo gol in campionato con la nuova maglia il 30 gennaio 2016 nel pareggio interno per 1-1 contro il Palermo.
Complessivamente nella stagione 2015/16 colleziona 19 presenze e 2 reti in serie A.
Il 1º luglio torna al Bologna, che lo mette sul mercato, non convocandolo per il pre-ritiro.
Il 7 luglio seguente passa in prestito al Montreal Impact, club della Major League Soccer di USA e Canada, sempre di proprietà del patron del Bologna. Il 2 marzo 2017 viene riscattato, firmando un contratto biennale con la squadra canadese.
Mette insieme 69 presenze e 17 gol in tutto.

### Entella
Rimasto svincolato, l’8 gennaio 2019 firma per l’Entella in Serie C ritrovando mister Roberto Boscaglia e il capitano Luca Nizzetto, con lui al Trapani. Dopo il debutto del 14 gennaio agli ottavi di Coppa Italia contro la Roma (4-0), il 20 gennaio segna la sua prima doppietta nella vittoria per 1-4 contro l’Arzachena. Il 4 maggio all'ultima giornata nella vittoria contro la Carrarese (1-0) segna al minuto 89 il gol vittoria che regala all’Entella la promozione matematica in Serie B scavalcando di un punto il Piacenza. In tutto sono 7 i gol segnati in 19 incontri di Serie C. 

Il 24 agosto seguente segna il gol vittoria su rigore alla prima partita di campionato di B contro il Livorno (1-0).
Il gol segnato il 14 settembre contro il Frosinone (1-0) è il 100º da professionista (2 reti in A, 38 in B, 54 in Lega Pro, 3 in Coppa Italia, 3 in altri tornei post-season), di cui 64 segnati avendo come allenatore Boscaglia, ed è il 200º complessivo con i club. In Benevento-Entella 1-1 del 29 settembre tocca quota 300 presenze nei campionati professionistici. In questa stagione viene relegato a riserva e segna 4 gol in 30 partite di campionato. 

La stagione seguente, al rientro dopo un infortunio, il 17 ottobre 2020 al debutto segna su rigore il gol del pareggio allo scadere in Entella-Reggina (1-1). Dieci giorni dopo segna per la prima volta con il club ligure un gol in Coppa Italia nella vittoria interna contro il Pisa (3-1).
In questa stagione ha modo di superare le 600 presenze complessive con i club. Il 7 maggio 2021 va in rete dopo 23 secondi in Entella-Chievo (1-3) dedicando il gol al fratello Marco che si è operato per un tumore. Sono quindi 7 i gol segnati in questa annata - terminata con la retrocessione della squadra di Chiavari - per un totale di 18 reti realizzate in 83 incontri tra le quali spiccano il gol promozione con la Carrarese del 4 maggio 2019 e il gol salvezza con l’Empoli del 17 luglio 2020. Il 4 giugno la società si congeda dall’attaccante sardo consegnandogli una targa ricordo per essere entrato di diritto nella storia del club.

### Ritorno in Sardegna
Nell’agosto del 2021 viene ingaggiato dal Muravera, club militante in Serie D, facendo così il ritorno in Sardegna dopo 11 anni. La prima stagione è buona nonostante la squadra rimanga quasi sempre fuori dalla zona play-off. Grazie a 10 gol totali in 26 presenze consente comunque un piazzamento tranquillo a metà classifica. Viene confermato dai gialloblù anche per la stagione successiva, con il club che in estate cambia nome in Costa Orientale Sarda Sarrabus-Ogliastra, spostando sede di gioco a Tertenia.
Il 27 luglio 2023 viene annunciato il suo addio al calcio giocato e successivamente intraprende la carriera da allenatore, entrando nel settore giovanile del Cagliari come vice allenatore dell'Under-15.

## Statistiche

### Presenze e reti nei club
| Stagione               | Squadra                | Campionato             | Campionato | Campionato | Coppe nazionali | Coppe nazionali | Coppe nazionali | Coppe continentali | Coppe continentali | Coppe continentali | Altre coppe | Altre coppe | Altre coppe | Totale | Totale |
| Stagione               | Squadra                | Comp                   | Pres       | Reti       | Comp            | Pres            | Reti            | Comp               | Pres               | Reti               | Comp        | Pres        | Reti        | Pres   | Reti   |
| ---------------------- | ---------------------- | ---------------------- | ---------- | ---------- | --------------- | --------------- | --------------- | ------------------ | ------------------ | ------------------ | ----------- | ----------- | ----------- | ------ | ------ |
| 2001-2002              | Atletico Calcio        | D                      | 1          | 0          | CI-D            | 0               | 0               | -                  | -                  | -                  | -           | -           | -           | 1      | 0      |
| 2002-2003              | Atletico Calcio        | D                      | 7+2        | 0          | CI-D            | 2               | 1               | -                  | -                  | -                  | -           | -           | -           | 11     | 1      |
| 2003-2004              | Atletico Calcio        | D                      | 23+2       | 5          | CI-D            | 3               | 0               | -                  | -                  | -                  | -           | -           | -           | 28     | 5      |
| 2004-gen. 2005         | Atletico Calcio        | D                      | 18         | 2          | CI-D            | 2               | 1               | -                  | -                  | -                  | -           | -           | -           | 20     | 3      |
| Totale Atletico Calcio | Totale Atletico Calcio | Totale Atletico Calcio | 49+4       | 7          |                 | 7               | 2               |                    | -                  | -                  |             | -           | -           | 60     | 9      |
| gen.-giu. 2005         | Nuorese                | Ecc.                   | 20         | 9          | -               | -               | -               | -                  | -                  | -                  | -           | -           | -           | 20     | 9      |
| 2005-2006              | Nuorese                | D                      | 34+2       | 11+2       | CI-D            | 3               | 1               | -                  | -                  | -                  | -           | -           | -           | 39     | 14     |
| Totale Nuorese         | Totale Nuorese         | Totale Nuorese         | 54+2       | 20+2       |                 | 3               | 1               |                    | -                  | -                  |             | -           | -           | 59     | 23     |
| 2006-2007              | Villacidrese           | D                      | 31         | 8          | CI-D            | 2               | 0               | -                  | -                  | -                  | -           | -           | -           | 33     | 8      |
| 2007-2008              | Villacidrese           | D                      | 28+1       | 13         | CI-D            | 2               | 1               | -                  | -                  | -                  | -           | -           | -           | 31     | 14     |
| 2008-2009              | Villacidrese           | D                      | 32         | 18         | CI-D            | 11              | 9               | -                  | -                  | -                  | -           | -           | -           | 43     | 27     |
| 2009-2010              | Villacidrese           | 2D                     | 22+2       | 7+1        | CI-LP           | 1               | 0               | -                  | -                  | -                  | -           | -           | -           | 25     | 8      |
| Totale Villacidrese    | Totale Villacidrese    | Totale Villacidrese    | 113+3      | 46+1       |                 | 16              | 10              |                    | -                  | -                  |             | -           | -           | 132    | 57     |
| 2010-2011              | Latina                 | 2D                     | 20         | 5          | CI-LP           | 2               | 1               | -                  | -                  | -                  | SL-SD       | 2           | 0           | 24     | 6      |
| 2011-2012              | Vigor Lamezia          | 2D                     | 37+2       | 20         | CI-LP           | 4               | 1               | -                  | -                  | -                  | -           | -           | -           | 43     | 21     |
| 2012-2013              | Trapani                | 1D                     | 29         | 15         | CI+CI-LP        | 2+2             | 0+1             | -                  | -                  | -                  | SL-PD       | 2           | 1           | 33     | 17     |
| 2013-2014              | Trapani                | B                      | 40         | 26         | CI              | 3               | 2               | -                  | -                  | -                  | -           | -           | -           | 43     | 28     |
| 2014-gen. 2015         | Trapani                | B                      | 19         | 10         | CI              | 1               | 0               | -                  | -                  | -                  | -           | -           | -           | 20     | 10     |
| Totale Trapani         | Totale Trapani         | Totale Trapani         | 88         | 51         |                 | 8               | 3               |                    | -                  | -                  |             | 2           | 1           | 98     | 55     |
| gen.-giu. 2015         | Bologna                | B                      | 15+2       | 0          | CI              | 0               | 0               | -                  | -                  | -                  | -           | -           | -           | 17     | 0      |
| 2015-gen. 2016         | Bologna                | A                      | 9          | 1          | CI              | 1               | 0               | -                  | -                  | -                  | -           | -           | -           | 10     | 1      |
| Totale Bologna         | Totale Bologna         | Totale Bologna         | 24+2       | 1          |                 | 1               | 0               |                    | -                  | -                  |             | -           | -           | 27     | 1      |
| gen.-giu. 2016         | Carpi                  | A                      | 12         | 1          | CI              | 1               | 1               | -                  | -                  | -                  | -           | -           | -           | 13     | 2      |
| lug.-dic. 2016         | Montréal Impact        | MLS                    | 15+5       | 3+4        | CC              | 0               | 0               | -                  | -                  | -                  | -           | -           | -           | 20     | 7      |
| 2017                   | Montréal Impact        | MLS                    | 26         | 6          | CC              | 2               | 1               | -                  | -                  | -                  | -           | -           | -           | 28     | 7      |
| 2018                   | Montréal Impact        | MLS                    | 20         | 3          | CC              | 1               | 0               | -                  | -                  | -                  | -           | -           | -           | 21     | 3      |
| Totale Montréal Impact | Totale Montréal Impact | Totale Montréal Impact | 61+5       | 12+4       |                 | 3               | 1               |                    | -                  | -                  |             | -           | -           | 68     | 17     |
| gen.-giu. 2019         | Virtus Entella         | C                      | 19         | 7          | CI              | 1               | 0               | -                  | -                  | -                  | SC-C        | 2           | 0           | 22     | 7      |
| 2019-2020              | Virtus Entella         | B                      | 30         | 4          | CI              | 1               | 0               | -                  | -                  | -                  | -           | -           | -           | 31     | 4      |
| 2020-2021              | Virtus Entella         | B                      | 28         | 6          | CI              | 2               | 1               | -                  | -                  | -                  | -           | -           | -           | 30     | 7      |
| Totale Virtus Entella  | Totale Virtus Entella  | Totale Virtus Entella  | 77         | 17         |                 | 4               | 1               |                    | -                  | -                  |             | 2           | 0           | 83     | 18     |
| 2021-2022              | Muravera               | D                      | 26         | 10         | CI-D            | 0               | 0               | -                  | -                  | -                  | -           | -           | -           | 26     | 10     |
| 2022-2023              | Costa Orientale Sarda  | D                      | 31         | 10         | CI-D            | 2               | 1               | -                  | -                  | -                  | -           | -           | -           | 33     | 11     |
| Totale carriera        | Totale carriera        | Totale carriera        | 610        | 207        |                 | 51              | 21              |                    | -                  | -                  |             | 6           | 1           | 667    | 229    |

## Palmarès

### Club

#### Competizioni regionali
- Eccellenza Sardegna: 1

Nuorese: 2004-2005

#### Competizioni nazionali
- Serie D: 2

Nuorese: 2005-2006 (Girone B)
Villacidrese: 2008-2009 (Girone G)
- Lega Pro Seconda Divisione: 1

Latina: 2010-2011 (Girone C)
- Lega Pro Prima Divisione: 1

Trapani: 2012-2013 (Girone A)
- Serie C: 1

Virtus Entella: 2018-2019 (Girone A)

### Individuali
- Capocannoniere della Lega Pro Prima Divisione: 1 Trapani: 2012-2013 (Girone A, 15 gol)

- Capocannoniere della Serie B: 1 Trapani: 2013-2014 (26 gol)